# فهرست دانشگاه‌های نام‌گذاری‌شده به نام افراد
بسیاری از دانشگاه‌ها بر اساس اسم افراد مشهور نامگذاری شده‌اند. اکثر این نامگذاری‌ها براساس یکی از اصول مقابل صورت می‌گیرند مانند نامگذاری براساس بنیان گذارنده مؤسسه یا نهاد، وقف و تأمین‌کننده مالی، رهبران مذهبی مورد احترام، شخصیت برجسته تاریخی، عضو خاندان سلطنتی، سیاست‌مداران کنونی یا استادان و دیگر رهبران مؤسس و مورد احترام در یک کشور یا جهان می‌باشد. در ذیل فهرستی از نام دانشگاه‌هایی که بر مبنای اسم افراد، نامگذاری شده‌اند آمده‌است.

## نامگذاری براساس نام بنیان گذاران

### نام بنیان گذاران
نام دانشگاه‌ها و کالج‌های زیر براساس نام بنیان‌گذار یا بنیان گذاران آن انتخاب شده‌است. مقدار کمی نیز براساس احترام به خانواده، فرزند، همسر یا دیگر افراد نزدیک به شخص مؤسس انتخاب شده‌اند.
| نام دانشگاه                                                     | نام شخصی که اسم دانشگاه از او اقتباس شده | توضیحات |
| --------------------------------------------------------------- | ---------------------------------------- | --- |
| دانشگاه آقا خان، کراچی، دانشگاه‌های پاکستان                      | آقا خان چهارم                            | این دانشگاه توسط آقا خان در سال ۱۹۸۳ بنیان‌گذاری شده                                                                  |
| دانشگاه آلیس لوید کنتاکی، دانشگاه‌های آمریکا                     | آلیس اسپنسر جدس لوید                     | روزنامه‌نگاری که مسبب اصلاحات اجتماعی شد و این دانشگاه را در سال ۱۹۲۳ به عنوان آموزشکده کینی تأسیس کرد                |
| دانشگاه انومالی، تامیل، دانشگاه‌های هند                          | راجا انومالی چتیار                       | راجا انومالی خیرخواه چندین مؤسسه آموزشی را بنیان گذاشته‌است.                                                          |
| دانشگاه متروپولیتن نیویورک، نیویورک، دانشگاه‌های آمریکا          | آدری کوهن                                | این فرهیخته دانشگاه را در سال ۱۹۶۴ به عنوان هیئت استعدادهای زنان تأسیس کرد                                           |
| دانشگاه بابسون، ماساچوست، دانشگاه‌های آمریکا                     | راجر بابسون                              | کارآفرین و تئوریسین مالی این دانشگاه را در سال ۱۹۱۹ به عنوان مؤسسه بابسون تأسیس کرد                                  |
| دانشگاه بارد، نیویورک، دانشگاه‌های آمریکا                        | جان بارد                                 | جان بارد و همسرش این دانشگاه را به عنوان کالج سن ستفان بنیان‌گذاری کردند.                                             |
| دانشگاه بیلور، تگزاس، دانشگاه‌های آمریکا                         | رابرت امت بلدسو بیلور                    | قاضی تگزاسی که یکی از سه بنیان‌گذار اصلی این دانشگاه بود.                                                             |
| دانشگاه بری جرجیا، دانشگاه‌های آمریکا                            | مارتا مکنزی بری                          | بنیان‌گذار |
| دانشگده علم و تکنولوژی بیرلا، راجستان، دانشگاه‌های هند           | گانشیم داس بیرلا                         | یکی از اعضای خانواده بیرلا که صاحب مؤسسه‌ای پیشرو در امور تجاری بودند.                                                |
| دانشگاه تکنولوژی بیرلا، جارکند، دانشگاه‌های هند                  | گانشیم داس بیرلا                         | یکی از اعضای خانواده بیرلا که صاحب مؤسسه‌ای پیشرو در امور تجاری بودند.                                                |
| دانشگاه بلک بورن، الینویز، دانشگاه‌های آمریکا                    | گاوین بلک بورن                           | واعظ بلک بورن، که نتوانست در زمانی که زنده بود دانشگاهش را تأسیس کند ولی بالأخره در سال ۱۸۵۹ این دانشگاه تأسیس شد.   |
| دانشگاه بابجونز، کارولینا جنوبی، دانشگاه‌های آمریکا              | سر باب جونز                              | کشیش باب جونز، او این دانشگاه را در سال ۱۹۲۷ بنیان گذاشت                                                             |
| دانشگاه باند، کوئینزلند، دانشگاه‌های استرالیا                    | آلن باند                                 | تاجر معروف استرالیایی این مؤسسه را در سال ۱۹۸۷ بنیان گذاشت                                                           |
| دانشگاه برادلی، الینویز، دانشگاه‌های آمریکا                      | لیدیا موس بردالی                         | لیدیا این دانشگاه را به یادبود خاطر همسر و شش کودک اش در سال ۱۸۹۷ بنیان گذاشت                                        |
| دانشکده بریگام یانگ، اوهایو، دانشگاه‌های آمریکا                  | بریگام یانگ                              | مدرسه مذهبی بریگام یانگ در سال ۱۸۷۶ بنیان گذاشته شد. این دانشگاه در شهرهای هاوایی و آیداهو نیز شعبه دارد.            |
| دانشگاه باتلر، ایندیانا، دانشگاه‌های آمریکا                      | اوید باتلر                               | مدرسه مذهبی که در سال ۱۸۵۵ بنیان گذاشته شد.                                                                          |
| دانشگاه کارنگی ملون، پنسیلوانیا، دانشگاه‌های آمریکا              | خانواده ملون                             | این دانشگاه توسط آندرو ملون در سال ۱۹۰۰ تأسیس شد.                                                                    |
| دانشگاه غربی کیس رزرو                                           | لونارد کیس                               | تأسیس شده در سال ۱۸۷۷                                                                                                |
| دانشگاه چولا لانگ کورن، بانکوک، دانشگاه‌های تایلند               | پادشاه چولا لانگ کورن                    | تأسیس شده در سال ۱۹۱۷ توسط رامای ششم و او به افتخار پدرش نام آن را چولا لانگ کورن گذاشت.                             |
| دانشگاه کلارک، ماساچوست، دانشگاه‌های آمریکا                      | جونس گیلمن کلارک                         | تاجر معروف آمریکایی، در سال ۱۹۰۰                                                                                     |
| دانشگاه کلارکسون، نیویورک، دانشگاه‌های آمریکا                    | توماس استریت فیلد کلارکسون               | تاجری که در سال ۱۸۹۴ کشته شد و خانواده‌اش به خاطر او این دانشگاه را بنیان گذاشتند.                                    |
| دانشگاه کاگز ول، کالیفرنیا، دانشگاه‌های آمریکا                   | هندی دی کاگز ول                          | او و همسرش در سال ۱۸۸۷ این دانشگاه را بنیان گذاشتند.                                                                 |
| دانشگاه علم و هنر کوپر، نیویورک، دانشگاه‌های آمریکا              | پیتر کوپر                                | صنعت کار، مخترع و سیاست‌مدار که این دانشگاه را در سال ۱۸۵۸ بنیان گذاشت                                                |
| دانشکده کورنل، آیووا، دانشگاه‌های آمریکا                         | ویلیام وسلی کورنل                        | در سال ۱۸۵۳ |
| دانشگاه کورنل نیویورک، دانشگاه‌های آمریکا                        | ازرا کورنل                               | سال ۱۸۶۵ |
| دانشگاه کریتون، نبراسکا، دانشگاه‌های آمریکا                      | ادوارد کریتون                            | تأسیسی در سال ۱۸۷۸ به عنوان یک هدیه از جانب ماری لوسرتیا کریتون به یادبود همسرش                                      |
| دانشگاه دالهوزی، نوا اسکوتیا، دانشگاه‌های کانادا                 | دالهوزی                                  | تأسیسی در ۱۸۱۸ توسط رامسی، معاون فرماندار نوا اکوتیا                                                                 |
| دانشگاه دارمیسین دشا، گجرات، دانشگاه‌های هند                     | دارمیسین دشا                             | عضو پارلمان هند، تحصیل کرده و فعال اجتماعی. تأسیس ۱۹۶۸                                                               |
| دانشگاه درکسل، پنسیلوانیا، دانشگاه‌های آمریکا                    | آنتونی جوزف درکسل                        | تاجر فیلادلفیای. تأسیس در ۱۸۹۱                                                                                       |
| دانشکده امرسون، ماساچوست، دانشگاه‌های آمریکا                     | چارلز وسلی امرسون                        | تأسیس در ۱۸۸۰ دربارهٔ سخنرانی                                                                                         |
| دانشگاه ایگورتن، نجورو، دانشگاه‌های کنیا                         | لورد ایگورتن مائوریس                     | تأسیسی در ۱۹۳۹ |
| دانشگاه داریسینگ گور                                            | داریسینگ گور                             | ابتدا به عنوان دانشگاه شکر در سا ل ۱۹۴۶ تأسیس شد.                                                                    |
| دانشگاه ابرهارد کارلز، روتنبرگ، دانشگاه‌های آلمان                | هارد کرلز                                | این دانشگاه در سال ۱۴۷۷ تأسیس شد و در سال ۱۷۶۹ توسط دوک کارل اوجان دوباره مرمت شد.                                   |
| دانشگاه ایالتی فریس، میشیگان، دانشگاه‌های آمریکا                 | وود بریج ناتان فریس                      | تأسیس در سال ۱۸۸۴. تأمین‌کننده مالی دولت ایالت میشیگان                                                                |
| دانشکده جی ای کی ای، توپی، دانشگاه‌های پاکستان                   | غلام ایشاق خان                           | نامگذاری شده پس از رئیس‌جمهوری سابق پاکستان                                                                           |
| دانشکده گیبس                                                    | کاترین گیپس                              | مؤسس دانشکده‌های غیرانتفاعی                                                                                           |
| دانشکده موسیقی نسین                                             | خواهران یوجینیا، هلنا و ماریا نسین       | تأسیس در ۱۸۹۵ – این خواهران همه پیانیست بودند.                                                                       |
| دانشکده گوردن ماساچوست، دانشگاه‌های آمریکا                       | آدنیرام جادسون گوردن                     | تأسیس در ۱۸۸۹ – این کالج در قدیم به کالج مذهبی بوستون معروف بوده                                                     |
| مدرسه دینی گوردن کانول، در بیشتر ایالات شعبه دارد               | آدنبرام جادسون گوردن                     | تأسیس در ۱۸۸۹ |
| دانشگاه گاچر، مریلند، دانشگاه‌های آمریکا                         | جان و مری فیشر گاچر                      | تأسیس در ۱۸۸۵ و سپس به احترام مؤسسش در سال ۱۹۱۰ تغییر نام داد                                                        |
| دانشکده هاروی ماد، کالیفرنیا، دانشگاه‌های آمریکا                 | هاروی سیلی ماد                           | نیکوکاری که تصمیم به بنیان‌گذاری این مؤسسه شد ولی نتوانست آن را تا پیش از مرگش ببیند                                  |
| دانشکده هوبرت و ویلیام اسمیت، نیویورک، دانشگاه‌های آمریکا        | جان هنری هوبرت و ویلیام اسمیت            | دانشکده هوبرت در سال ۱۷۹۶ به عنوان آکادمی ژنو تأسیس شد و در سال ۱۸۵۲ نیز ویلیام اسمیت آن را به عنوان کالج گسترش داد. |
| دانشکده هوتن، نیویورک، دانشگاه‌های آمریکا                        | ویلیام جی هوتن                           | تأسیس در ۱۸۸۳ توسط ویلیام هوتن کشیش                                                                                  |
| دانشکده هانتر، نیویورک، دانشگاه‌های آمریکا                       | توماس هانتر                              | |
| دانشکده جانسون بیبل، تنسی، دانشگاه‌های آمریکا                    | اشلی اس جانسون                           | |
| دانشگاه جانسون و ولز، دانشگاه‌های آمریکا                         | گرترود آی جانسون و ماری تی ولز           | |
| دانشگاه کلسالینگام، تامیل، دانشگاه‌های هند                       | آرومگو کلسالینگهام                       | |
| دانشگاه کامشوار سینگ داربانگا سانسکریت بیهار، دانشگاه‌های هند    | کامشوار سینگ                             | تأسیس در ۱۹۶۱ توسط مهاراجا کامشوار برای حفظ زبان سانسکریت                                                            |
| دانشگاه شاه سعود، ریاض، دانشگاه‌های عربستان                      | شاه سعود                                 | تأسیس در ۱۹۵۷ |
| دانشکده لموین اوین تنسی، دانشگاه‌های آمریکا                      | فرانسیس جولیوس لموین                     | پنسیلوانیایی که بیست هزار دلار برای ساخت این دانشگاه کمک کرد. تأسیسی در ۱۸۷۰                                         |
| دانشگاه اینزبروک، اینزبروک، دانشگاه‌های اتریش                    | امپراتور لئوپولد اول                     | تأسیس توسط امپراتور لئوپولد در سال ۱۶۶۹ – تجدید بنا امپراتور فرانسیس ۱۸۲۶                                            |
| دانشگاه لتورنیا، تگزاس، دانشگاه‌های آمریکا                       | آر جی لتورنیا                            | تأسیس شده توسط اولاین همسر لتورنیا، برای آموزش بازماندگان و سربارانی که از جنگ جهانی دوم بازمی‌گشتند.                 |
| دانشگاه لیپس کوم، تنسی، دانشگاه‌های آمریکا                       | دیوید لیپس کوم                           | تأسیس در سال ۱۸۹۱ |
| دانشکده مگی، دانشگاه‌های ایرلند شمالی                            | مارتا مگی                                | همسر کشیش پروتستانی، تأسیس در ۱۸۴۵                                                                                   |
| دانشگاه مهاراجا سایاجیرو، گجرات، دانشگاه‌های هند                 | مهاراجا سایاجیرو گیکواد سوم              | |
| دانشگاه ماهاریشی ماهش یوگی ودیک، دانشگاه‌های هند                 | ماهاریشی ماهش یوگی                       | |
| دانشگاه ماهاریشی                                                | ماهاریشی ماهش یوگی                       | |
| دانشگاه مدیریت ماهاریشی، آیووا، دانشگاه‌های آمریکا               | ماهاریشی ماهش یوگی                       | |
| دانشگاه مک گیل، مونترال، دانشگاه‌های کانادا                      | جیمز مک گیل                              | تأسیس در سال ۱۸۱۲ توسط پولی که به او به ارث رسیده بود.                                                               |
| دانشگاه مک مستر، اونتاریو، دانشگاه‌های کانادا                    | ویلیام مک مستر                           | تأسیسی در ۱۸۸۷ |
| دانشگاه میلکین، الینویز، دانشگاه‌های آمریکا                      | جیمز میلکین                              | تاجر محلی – تأسیس در ۱۹۰۱                                                                                            |
| دانشکده میلز، کالیفرنیا، دانشگاه‌های آمریکا                      | سوزان توماس میلز                         | خواهران میلز این مدرسه دینی را خریدند و بعد از چندی آن را تبدیل به دانشکده کردند. ۱۹۰۹                               |
| دانشکده میلسپی می‌سی سی پی، دانشگاه‌های آمریکا                    | روبرت وبستر میلسپی                       | |
| دانشگاه ایالتی مسکو، دانشگاه‌های روسیه                           | میخاییل لومونوسوف                        | دانشگاه به فرمان ملکه الیزابت در سال ۱۷۵۵ تأسیس شد                                                                   |
| مؤسسه مودی بیبل، شیکاگو، آمریکا                                 | داف لیمون مودی                           | |
| دانشگاه بین‌المللی سان یات سن، دانشگاه‌های چین، دانشگاه‌های تایوان | سن یات سن                                | |
| دانشگاه بین‌المللی کیو ماهیلا، کیو، دانشگاه‌های اوکراین           | پیتر ماهیلا                              | تأسیسی در ۱۶۳۲ – ادغام دو دانشگاه متروپولیتن کیو و گالیسیا                                                           |
| دانشکده علوم پزشکی نظام، حیدرآباد، دانشگاه‌های هند               | نواب میر عثمان علی خان آسف جاه هفتم      | تأسیس در ۱۹۶۰ |
| دانشگاه اورال روبرت، اوکلاهاما، دانشگاه‌های آمریکا               | اورال روبرت                              | واعظ تلویزیونی – تأسیسی ۱۹۶۳                                                                                         |
| دانشگاه عثمان، حیدرآباد، دانشگاه‌های هند                         | نواب میر عثمان علی خان آسف جاه هفتم      | تأسیسی در ۱۹۱۸ |
| دانشکده هنر و طراحی اوتیس، کالیفرنیا، دانشگاه‌های آمریکا         | هریسون گری اوتیس                         | تأسیس در ۱۹۱۸ به ارث رسیده به اوتیس                                                                                  |
| دانشگاه پیس، نیویورک، دانشگاه‌های آمریکا                         | هومر پیس                                 | برادران پیس – تأسیس در ۱۹۰۶                                                                                          |
| دانشگاه پتن، کالیفرنیا، دانشگاه‌های آمریکا                       | بیب پتن                                  | کاتولیک انجیل نویس. ۱۹۴۴                                                                                             |
| دانشکده پپرداین، کالیفرنیا، دانشگاه‌های آمریکا                   | جرج پپرداین                              | تاجر ساختمان ساز، تأسیسی ۱۹۳۷                                                                                        |
| دانشگاه فیلیپس ماربورگ، دانشگاه‌های آلمان                        | فیلیپس آی                                | تأسیسی در ۱۵۲۷ |
| دانشکده پیتزر، کالیفرنیا، دانشگاه‌های آمریکا                     | راسل کی پیتزر                            | باغدار کالیفرنیایی – تأسیس ۱۹۶۳                                                                                      |
| دانشگاه دولتی پردو، اینیانا، دانشگاه‌های آمریکا                  | جان پردو                                 | |
| مؤسسه پلی تکنیک رنسولر، نیو یورک                                | استفان وان رنسولر سوم                    | |
| دانشگاه رایس، تگزاس، دانشگاه‌های آمریکا                          | ویلیام مارش رایس                         | تاجر مبدع مشاورهای املاک                                                                                             |
| دانشگاه رابرت گوردون، آبردین، دانشگاه‌های اسکاتلند               | رابرت گوردون                             | تاجر اسکاتلندی که مدرسه‌ای در سال ۱۷۳۱ برای طراحی و ساختمان‌سازی بنا کرده بود.                                         |
| دانشکده رابرتس واسیلین، نیویورک، دانشگاه‌های آمریکا              | بنیامین تیتوس رابرتس و جان واسیلین       | |
| دانشگاه راکفلر، نیویورک، دانشگاه‌های آمریکا                      | جان دی راک فلر                           | تأسیسی در ۱۹۰۱در زمینه علوم پزشکی                                                                                    |
| دانشگاه سلطنتی هالوی لندن، دانشگاه‌های انگلیس                    | توماس هالوی                              | دانشگاه دخترانه تأسیسی در ۱۸۷۹                                                                                       |
| دانشگاه سانسکریت سمپورناناند، دانشگاه‌های هند                    | سمپورناناند                              | فرماندار استان اوتار پراشد. ۱۹۵۸                                                                                     |
| دانشکده سارا لارنس، نیویورک، دانشگاه‌های آمریکا                  | همسر دیزل لارنس                          | این کالج توسط دیزل لارنس به یادبود و افتخار همسرش نامگذاری دش                                                        |
| مؤسسه پژوهشی اسکریپس، کالیفرنیا، دانشگاه‌های آمریکا              | الن برونینگ اسکریپس                      | |
| دانشکده شیمر، الینویز، دانشگاه‌های آمریکا                        | فرانسس وود شیمر                          | تأسیسی در ۱۸۵۳ به عنوان دانشگاه مستقل و غیر دسته و حزبی                                                              |
| دانشگاه سیلپا کورن، دانشگاه‌های تایلند                           | سیلپا بهیراسری                           | هنرشناس تایلندی-ایتالیایی – ۱۹۴۳                                                                                     |
| دانشکده اسکید مور، نیویورک، دانشگاه‌های آمریکا                   | لوسی اسکید مور                           | لوسی اسکید مور کلوپی از زنان جوان برای کارهای صنایع در سال ۱۹۰۳ راه اندازی کرد                                       |
| دانشکده اسمیت، ماساچوست، دانشگاه‌های آمریکا                      | صوفیا اسمیت                              | |
| مؤسسه سری ساتیا سای، حیدرآباد                                   | ساتیا سای بابا                           | تأسیسی در ۱۹۸۱ |
| دانشگاه استنفورد، کالیفرنیا، دانشگاه‌های آمریکا                  | للاند استنفورد کوچک                      | تأسیسی توسط للاند استنفورد متنفد آمریکایی                                                                            |
| دانشگاه سان یات سن، گانگزو، دانشگاه‌های چین                      | سان یات سن                               | و رئیس جمهوری چین و رهبر کومین تانگ تأسیسی در ۱۹۲۴                                                                   |
| دانشکده سورندراناس، کلکته، دانشگاه‌های هند                       | سورن دراناس بنارجی                       | قبلتر آن را دانشکده ریپون می‌خواندند.                                                                                 |
| دانشگاه تاپار، پنجاب، دانشگاه‌های هند                            | خانواده کارام چاند تاپار                 | |
| دانشکده واسر، نیویورک، دانشگاه‌های آمریکا                        | متیو واسر                                | آبجوساز و تاجر آبجو – تأسیسی در ۱۸۶۱                                                                                 |
| دانشکده واشینگتن، مریلند، دانشگاه‌های آمریکا                     | جرج واشینگتن                             | تأسیس در سال ۱۷۸۲ بر مبنای دستور جورج واشینگتن                                                                       |
| دانشکده ولز، نیویورک، دانشگاه‌های آمریکا                         | هنری ولز                                 | تأسیسی در ۱۸۶۸ |
| دانشکده ویتون، ماساچوست، دانشگاه‌های آمریکا                      | الیزابت ویتون سترونگ                     | |
| دانشکده ویلوک، ماساچوست، دانشگاه‌های آمریکا                      | لوسی ویلوک                               | تأسیسی در ۱۸۸۸ |
| دانشگاه ویتورس، واشینگتن، دانشگاه‌های آمریکا                     | جورج ویتورس                              | تأسیسی در ۱۸۸۳ |

### تأمین‌کننده مالی
| مؤسسه یا دانشگاه                                                  | نام شخصی که اسم دانشگاه از او اقتباس شده | توضیحات |
| ----------------------------------------------------------------- | ---------------------------------------- | --- |
| دانشکده اگنس اسکات، جورجیا، دانشگاه‌های آمریکا                     | اگنس اسکات                               | |
| دانشکده آلبرتسون، آیداهو، دانشگاه‌های آمریکا                       | جو آلبرتسون                              | خرده فروش که با کمک مالی اش در سال ۱۹۹۱ این دانشکده را ساخت                                                            |
| دانشگاه ایالتی بال، ایندیانا، دانشگاه‌های آمریکا                   | برادران بال                              | |
| دانشکده برچ، نیویورک، دانشگاه‌های آمریکا                           | برنارد ام برچ                            | مدرسه بازرگانی و مدیریت شهری در سال ۱۹۵۳ تغییر نام داد.                                                                |
| دانشکده باتس، مین، دانشگاه‌های آمریکا                              | بنیامین ای باتس                          | ایالت‌های ماساچوست، بوستون به این نهاد کمک مالی می‌کند                                                                   |
| دانشکده بنت، کارولینای شمالی، دانشگاه‌های آمریکا                   | لیمن بنت                                 | تقدیم شده توسط بنت یک تاجر نیویورکی                                                                                    |
| مدرسه دینی بکسلی، اوهایو و نیویورک                                | نیکلاس ونسیدارت اولین بارون بکسلی        | تحت نظر و ساخته شده توسط دانشکده کنیون                                                                                 |
| دانشگاه بوچینی، میلان، دانشگاه‌های ایتالیا                         | لویجی بوچینی                             | تاجر و متمول ایتالیایی                                                                                                 |
| دانشکده بودواینگ، مین، دانشگاه‌های آمریکا                          | جیمز بودواینگ                            | فرماندار قبلی ماساچوست پسر جیمز بودوینگ سوم                                                                            |
| دانشگاه براون، رود آیلند، دانشگاه‌های آمریکا                       | خانواده جان برون                         | تاجر محلی که در سال ۱۷۶۴ این دانشکده را احداث کرد و به احترامش در سال ۱۸۰۴ نامش را بر روی این دانشکده گذاردند.         |
| دانشگاه باکنل، پنسیلوانیا، دانشگاه‌های آمریکا                      | ویلیام باکنل                             | به احترام باکنل در سال ۱۸۸۶ نام او را بر این دانشگاه گذاردند                                                           |
| دانشکده کالتون، مینه سوتا، دانشگاه‌های آمریکا                      | ویلیام کاتون                             | تأسیسی در ۱۸۷۱ و به افتخار اهداء‌کننده مالی آن                                                                          |
| دانشگاه چپمن، کالیفرنیا، دانشگاه‌های آمریکا                        | چارلز چپمن                               | این مؤسسه را قبلاً هسپرین می‌خواندند ولی در سال ۱۹۳۴ نامش را به چپمن تغییر دادند.                                        |
| دانشکده کلری کمبریج، دانشگاه کمبریج، دانشگاه‌های انگلیس            | الیزابت د کلری                           | تأسیس شده در ۱۳۲۶ |
| دانشگاه کلمسون، کارولینای جنوبی، دانشگاه‌های آمریکا                | توماس گرین کلمسون                        | تامسون یکی از بنیان‌گذاران دانشگاه‌های کشاورزی در آمریکا بود.                                                            |
| دانشکده کویی، الینویز، دانشگاه‌های آمریکا                          | دنیل کویی                                | تأسیسی در سال ۱۸۵۳ |
| دانشکده کولبی، مین، دانشگاه‌های آمریکا                             | گاردنر کولبی                             | ابتدا دانشکده ادبیات و مذهب بود و در جریان جنگ‌های داخلی آمریکا در حال نابودی بود تا ایکه توسط کمک مالی کولبی نجات یافت |
| دانشگاه کولگیت، نیویورک، دانشگاه‌های آمریکا                        | ویلیام کولگیت                            | |
| دانشکده کانورس، کارولینای جنوبی، دانشگاه‌های آمریکا                | دکستر ادگار کانورس                       | صاحب کارخانه نخ ریسی، History of Converse College بایگانی‌شده در ۲۷ سپتامبر ۲۰۰۷ توسط Wayback Machine                   |
| دانشکده دورتموس، نیوهمپشایر، دانشگاه‌های آمریکا                    | ویلیام دارتموس                           | اعطاکننده اصلی و متولی اصلی                                                                                            |
| دانشگاه دنیسون، اوهایو، دانشگاه‌های آمریکا                         | ویلیام دنیسون                            | کشاورز محلی اوهایویی                                                                                                   |
| دانشگاه دپاو، ایندیانا، دانشگاه‌های آمریکا                         | واشینگتن چارلز دپاو                      | |
| دانشکده دیکینسون، پنسیلوانیا، دانشگاه‌های آمریکا                   | جان دیکینسون                             | نماینده مجلس و سنای آمریکا                                                                                             |
| دانشگاه دراک، آیووا، دانشگاه‌های آمریکا                            | فرانسیس ماریون دراک                      | فرماندار سابق آیووا |
| دانشگاه درو، نیوجرسی، دانشگاه‌های آمریکا                           | دانیل درو                                | تأسیسی در ۱۸۶۷ |
| دانشگاه دوک، کارولینای شمالی، دانشگاه‌های آمریکا                   | واشینگتن دوک                             | نام قبلی اش ترینیتی بود و در سال ۱۹۲۴ به نام دانشگاه دوک تغییر نام داد – دوک تاجر تنباکو بود                           |
| دانشکده اکرد، فلوریدا، دانشگاه‌های آمریکا                          | جان اکرد                                 | مؤسس صنایع دارویی اکرد، برای تأسیس این دانشکده در سال ۱۹۷۲ نزدیک ۱۲٫۵دلار کمک کرد.                                     |
| دانشکده یوجین لنگ، نیویورک، دانشگاه‌های آمریکا                     | یوجین لنگ                                | دانشکده هنر مدرن تأسیسی در سال ۱۹۸۵                                                                                    |
| دانشگاه فرلی دیکینسون، نیوجرسی، دانشگاه‌های آمریکا                 | فرلی دیکنسون                             | |
| دانشکده مهندسی فرانکلین دابلیو اولین، ماساچوست، دانشگاه‌های آمریکا | فرانکلین اولین                           | بنیاد فرانکلین دابلیو اولین                                                                                            |
| دانشکده گرینل، آبووا، دانشگاه‌های آمریکا                           | ژوزیا بوشنل گریبل                        | |
| دانشگاه هاملین، مینه سوتا، دانشگاه‌های آمریکا                      | لئونیداس لنت هاملین                      | اسقف هاملین در سال ۱۸۵۴ این دانشگاه را تأسیس کرد                                                                       |
| دانشگاه هاروارد، ماساچوست، دانشگاه‌های آمریکا                      | جان هاروارد                              | روحانی جوان که موجب تجدید ساختار دانشگاه هاروارد در سال ۱۶۳۹ بود                                                       |
| دانشگاه هافسترا، نیویورک، دانشگاه‌های آمریکا                       | ویلیام هافسترا                           | |
| دانشگاه هالینز، ویرجینیا، دانشگاه‌های آمریکا                       | جان هالینز                               | |
| دانشگاه هاوارد پین، تگزاس، دانشگاه‌های آمریکا                      | ادوار هاوارد پین                         | |
| دانشگاه جانز هاپکینز، مریلند، دانشگاه‌های آمریکا                   | جان هاپکینز                              | هاپکینز که در سال ۱۸۷۳ فوت کرد، هفت میلیون دلار برای کمک به این دانشگاه کمک کرد                                        |
| مدرسه جولیارد، نیویورک                                            | آگوستین جولیارد                          | تاجر پارچه – مدرسه موسیقی                                                                                              |
| دانشکده کنیون، اوهایو، دانشگاه‌های آمریکا                          | لیولد کنیون سوم بارون کنیون              | History & Traditions                                                                                                   |
| دانشگاه کتزینگ، میشیگان، دانشگاه‌های آمریکا                        | چالرز کترینگ                             | مخترع، طرفدار آموزش گروهی                                                                                              |
| دانشکده کینگ، تنسی، دانشگاه‌های آمریکا                             | جامس کینگ                                | |
| دانشگاه پزشکی کینگ ادوارد، لاهور، دانشگاه‌های پاکستان              | شاه ادوارد هفتم بریتانیا                 | |
| دانشگاه دفاع کوتلاوالا، کولمبو، دانشگاه‌های سری لانکا              | جان کوتلاوالا                            | |
| دانشگاه لاوال، کوبیک، دانشگاه‌های کانادا                           | اسقف فرانسیسوک د لاوال                   | اولین اسقف فرانسه نوین                                                                                                 |
| دانشگاه لارنس                                                     | آموس آدامس لارنس                         | بشردوست لارنس |
| دانشگاه لویس، الینویز، دانشگاه‌های آمریکا                          | فرانک جی لویس                            | او به ساختن بسیاری از مدارس کمک مالی کرد.                                                                              |
| دانشکده مک آلستر، مینه سوتا، دانشگاه‌های آمریکا                    | چارلز مک آلستر                           | |
| دانشکده پزشکی ماهاری، تنسی، دانشگاه‌های آمریکا                     | ساموئل ماهاری                            | تأسیس شده در سال ۱۸۲۶                                                                                                  |
| دانشکده پاول اسمیت، نیویورک، دانشگاه‌های آمریکا                    | آپولاس اسمیت                             | |
| دانشکده فیلاندر اسمیت، ارکانزاس، دانشگاه‌های آمریکا                | فیلاندر اسمیت                            | نام‌گذاری در سال ۱۸۸۲                                                                                                   |
| دانشکده ردکلیف، ماساچوست، دانشگاه‌های آمریکا                       | آنا ردکلیف                               | آنا ماوسون یا ردکلیف، اولین برنده بورسیه تحصیلی هاروارد در سال ۱۶۴۳ بود                                                |
| دانشکده رید، اورگون، دانشگاه‌های آمریکا                            | سیمون گانت رید                           | |
| دانشگاه رودز، دانشگاه‌های آفریقای جنوبی                            | سیسیل رودز                               | |
| مدرسه پزشکی رابرت وود جانسون، نیوجرسی، دانشگاه‌های آمریکا          | رابرت وود جانسون                         | History |
| دانشکده رابینسون کمبریج، دانشگاه‌های انگلیس                        | سر دیوید رابینسون                        | او به دانشگاه کمبریج هفده میلیون پوند کمک کرد تا ساختار جدیدی را به وجود بیاورد.                                       |
| دانشگاه روآن، نیوجرسی، دانشگاه‌های آمریکا                          | هنری روآن و بتی روآن                     | او یک صد میلیون به این دانشگاه بخشید.                                                                                  |
| دانشکده راسل سیج، نیویورک، دانشگاه‌های آمریکا                      | راسل سیج                                 | |
| دانشگاه روتگرز، نیوجرسی، دانشگاه‌های آمریکا                        | هنری روتگرز                              | قهرمان جنگ‌های استقلال آمریکا                                                                                           |
| دانشگاه زنان شریماتی ناتیبای دمودار تاکرسی، دانشگاه‌های هند        | ناتیبای دمودار تاکرسی                    | About University |
| دانشکده اسپلمن، جورجیا، دانشگاه‌های آمریکا                         | لورا اسپلمن راک فلر                      | همسر جان دی راک فلر |
| دانشگاه استتسون، فلوریدا، دانشگاه‌های آمریکا                       | جان باترسون استتسون                      | تغییر نام در ۱۸۸۲ |
| مؤسسه تکنولوژی استونس، نیوجرسی                                    | ادوین ای استونس                          | |
| مؤسسه تحقیقاتی تاتا، بمبئی                                        | راجا تاتا                                | |
| مؤسسه علوم اجتماعی تاتا، بمبئی                                    | سر دورابحی تاتا                          | Introduction |
| دانشکده تی یل، پنسیلوانیا، دانشگاه‌های آمریکا                      | ای لویس تی یل                            | تأسیس در سال ۱۸۶۶ Thiel History                                                                                        |
| دانشگاه تافتس، ماساچوست، دانشگاه‌های آمریکا                        | چارلز تافت                               | |
| دانشگاه تولن، لویزیانا، دانشگاه‌های آمریکا                         | پاول تولن                                | تأسیس و تغییر عنوان این دانشگاه در قرن نوزده                                                                           |
| دانشگاه وندربیلت، تنسی، دانشگاه‌های آمریکا                         | کارنیلیوس وندربیلت                       | |
| دانشکده ویتون، الینویز، دانشگاه‌های آمریکا                         | وارن ال ویتون                            | Wheaton College |
| دانشکده ویلیامز، ماساچوست، دانشگاه‌های آمریکا                      | ابراهیم ویلیامز                          | تأسیسی در ۱۷۹۱ |
| دانشکده ویلسون، پنسیلوانیا، دانشگاه‌های آمریکا                     | سارا ویلسون                              | اولین کمک‌کننده بالقوه مالی به این دانشکده                                                                              |
| دانشگاه وین تروپ، کارولینای جنوبی، دانشگاه‌های آمریکا              | رابرت سی وین تروپ                        | |
| دانشکده ووفورد، کارولینای جنوبی، دانشگاه‌های آمریکا                | بیامین ووفورد                            | کمک مالی در سال ۱۸۵۴                                                                                                   |
| دانشگاه یایل، کنتاکی، دانشگاه‌های آمریکا                           | ایهو یایل                                | |
| دانشکده یانگ هریس، جورجیا، دانشگاه‌های آمریکا                      | یانگ هریس                                | |

### دیگر موارد
| دانشگاه                                                                   | شخصی که نام دانشگاه از روی نام او اقتباس شده | توضیح |
| ------------------------------------------------------------------------- | -------------------------------------------- | --- |
| دانشکده بارنارد، نیویورک، دانشگاه‌های آمریکا                               | فردریک آی پی بارنارد                         | فردریک بارنارد رئیس دانشگاه دانشکده کلمبیا، قبل از اینکه دانشگاه کلمبیا تأسیس شود                                                     |
| دانشگاه کاردینال استریچ، ویسکانسی، دانشگاه‌های آمریکا                      | ساموئل کاردینال استریچ                       | |
| دانشگاه شیخ آنتا دیوپ، دانشگاه‌های سنگال                                   | شیخ آنتا دیوپ                                | تاریخدان و انسان‌شناس سنگالی که برای دانشگاه داکار کار می‌کرد، این دانشگاه بعد از مرگ او به نام او تغییر یافت                           |
| دانشکده کلارمونت مک کنا، کالیفرنیا، دانشگاه‌های آمریکا                     | دونالد مک کنا                                | History of the College |
| دانشکده کریچتون، تنسی، دانشگاه‌های آمریکا                                  | جیمز بی کریچتون                              | تأسیس در سال ۱۹۴۱ و قبلتر به نام دانشکده مید سود بیبل خوانده می‌شد                                                                     |
| دانشکده سی دابلیو پست، نیویورک دانشگاه‌های آمریکا                          | چالز ویلیام پست                              | C.W. Post Campus History |
| دانشکده داوسون، مونترآل، دانشگاه‌های کانادا                                | جیمز ویلیام داوسون                           | زمین‌شناسی و مدیر مؤسسه داوسون بین سال‌های ۱۸۵۵ تا ۱۸۹۳                                                                                 |
| دانشگاه لوراند ایتوویوس، بوداپست، دانشگاه‌های مجارستان                     | لوراند ایتوویوس                              | به افتخار این فیزیک‌دان مجار نام این دانشگاه در ۱۹۵۰ به نام او تغییر نام داد                                                           |
| دانشگاه ارنست موریتز آرنت گریفزوالد، گریفزوالد، دانشگاه‌های آلمان          | ارنست موریتز آرنت                            | نویسنده و شاعر میهن‌پرست آلمانی کهبه افتخارش نام این دانشگاه در سال ۱۹۳۳ به نام او تغییر نام داد                                       |
| دانشگاه فولکنر، آلاباما، دانشگاه‌های آمریکا                                | جیمز ایچ فولک نر                             | |
| دانشگاه فرمن، کارولینای جنوبی، دانشگاه‌های آمریکا                          | ریچارد فرمن                                  | Furman University website |
| دانشکده همیلتون، نیویورک، دانشگاه‌های آمریکا                               | الکساندر همیلتون                             | همیلتون یکی از پدران مؤسس ایالت متحد بود                                                                                              |
| دانشگاه ایالتی هندرسن، آرکانزاس، دانشگاه‌های آمریکا                        | چارلز کریستوفر هندرسن                        | |
| دانشکده هندریکس، آرکانزاس، دانشگاه‌های آمریکا                              | ایگونا راسل هندریکس                          | |
| دانشگاه کیین، نیوجرسی، دانشگاه‌های آمریکا                                  | بابرت وینتروپ کیین                           | پدر فرمانداری نیوجرسی، نماینده مجلس قانون‌گذار آمریکا About Kean University                                                            |
| دانشگاه مستقل بین‌المللی علوم اجتماعی گوییدو کارلی، رم، دانشگاه‌های ایتالیا | گوییدو کارلی                                 | |
| دانشگاه اوبافمی اولوا، دانشگاه‌های نیجریه                                  | اوبافمی اولوا                                | اولین نیجریه‌ای رهبر بخش غربی نیجریه، اولین رئیس دانشگاه و بنیان‌گذار اولین دانشگاه نیجریه                                              |
| دانشکده رودز، تنسی، دانشگاه‌های آمریکا                                     | پیتون نال رودز                               | |
| دانشگاه سملویز، بوداپست، دانشگاه‌های مجارستان                              | اکناچ سملویز                                 | مدرسه پزشکی تأسیسی در سال ۱۷۶۹ و سپس به افتخار فیزیک‌دان قرن نوزده مجار نام آن را در سال ۱۹۶۹ تغییر نام دادند. Historical Perspectives |
| دانشگاه ستون هال، نیوجرسی، دانشگاه‌های آمریکا                              | الیزابت آن ستون                              | مادر ستون اولین آمریکایی الاصل کاتولیک بود                                                                                            |
| دانشگاه شریف، تهران، دانشگاه‌های ایران                                     | مجید شریف واقفی                              | از شهدای ترور ابتدای تشکیل حکومت جمهوری اسلامی و فارغ‌التحصیل دانشگاه آریامهر سابق                                                     |
| دانشکده ترووالیان، دانشگاه‌های انگلیس                                      | جی ام ترووالیان                              | |
| دانشکده وان میلدرت، دانشگاه‌های انگلیس                                     | ویلیام وان میلدرت                            | اسقف اعظم دورهام بین سال‌های ۱۸۲۶ تا ۱۸۳۶ او دانشگاه دورهام را در سال ۱۸۳۲ بنا نهاد                                                    |
| دانشکده وارن ویلسون، کارولینای شمالی، دانشگاه‌های آمریکا                   | وارن هیوج ویلسون                             | |

## نامگذاری براساس سیاست‌مداران یا خانواده سلطنتی معاصر
بسیاری از مؤسسات تحصیلی نام اعضا سلطنتی یا سیاست‌مداران معاصر همان کشور یا دیگر کشورهای جهان را یدک می‌کشند و تا زمانی که این افراد زنده و در قدرت اند، نامشان بر بالای دانشگاه‌ها قرار خواهد داشت.
| دانشگاه                                                    | نام شخصی که اسم دانشگاه از او اقتباس شده | توضیحات                                                                   |
| ---------------------------------------------------------- | ---------------------------------------- | ------------------------------------------------------------------------- |
| دانشگاه احمدو بلو، دانشگاه‌های نیجریه                       | احمدو بلو                                | اولین نخست وزیر نیجیره                                                    |
| دانشگاه آندره لورندیو، کیبک، دانشگاه‌های کانادا             | آندره لورندیو                            | نویسنده، مقاله نویس، نمایش‌نامه نویس، سیاست‌مدار و روزنامه‌نگار کانادایی     |
| دانشگاه آستین پی، تنسی، دانشگاه‌های آمریکا                  | آستین پی                                 | فرماندار تنسی که دو سال قبل از افتتاح مدرسه فوت کرد                       |
| دانشگاه بن گوریون، دانشگاه‌های اسرائیل                      | دیوید بن گوریون                          | نخست وزیر اسرائیل در سال ۱۹۷۳                                             |
| دانشگاه چارلز پراگ، پراگ، دانشگاه‌های چکسلواکی              | چارلز چهارم امپراتور روم                 | چارلز چهارم دستور ساخت این دانشگاه را داد                                 |
| دانشکده جورج برون، تورنتو، دانشگاه‌های کانادا               | جورج برون                                | روزنامه‌نگار و سیاسیت مدار قرن                                             |
| دانشکده جرالد گودین، کوبک، دانشگاه‌های کانادا               | جرالد گودین                              | روزنامه‌نگار، شاعر و سیاست‌مدار کوبکی                                       |
| دانشکده گرانت مک ایوان، ادونتون، دانشگاه‌های کانادا         | جی دابلیو مک ایوان                       | نویسنده، محقق و فرماندار سابق آلبرتا کانادا                               |
| دانشگاه علوم سلامت ان تی آر، پارادش، دانشگاه‌های هند        | ان تی راما رائو                          | بازیگر معروف فیلم‌های هندی زبان و قائن مقام ایالت پارادش                   |
| دانشگاه کشاورزی یاشوان سینگ پارمار، پارادش، دانشگاه‌های هند | یاشوان سینگ پارمار                       |                                                                           |
| دانشگاه کیم یونگ سانگ، پیونگیانگ، دانشگاه‌های کره شمالی     | کیم یونگ سانگ                            | مؤسس کره کمونیست                                                          |
| دانشگاه نفت شاه فحد، دانشگاه‌های عربستان                    | شاه فحد                                  | اولین دانشگاه نفت و مواد معدنی در سال ۱۹۸۶ به افتخار شاه فحد              |
| دانشگاه شاه فیصل، دمام، دانشگاه‌های عربستان                 | شاه فیصل                                 | زمانی که (۱۹۷۵) شاه فیصل ترور شد به افتخارش نام او را روی دانشگاه گذاشتند |
| دانشگاه محمد پنجم، رابات، دانشگاه‌های مراکش                 | محمد پنجم                                | سلطان مراکش که در سال ۱۹۵۷ به سلطنت رسید                                  |
| دانشگاه فردریکو دوم ناپل، ناپل، دانشگاه‌های ایتالیا         | فردریک دوم، امپراتور روم                 |                                                                           |
| دانشگاه پرنس سلطان، ریاض، دانشگاه‌های عربستان               | پرنس سلطان                               | تولد در ۱۹۲۸ ولیعهد امروزی عربستان                                        |
| دانشگاه ملکه بلفست، دانشگاه‌های ایرلند شمالی                | ملکه ویکتوریا                            | فرمان ملکه ویکتوریا                                                       |
| دانشگاه علوم پزشکی راجندرا، دانشگاه‌های هند                 | راجندرا پارساد                           | اولین رئیس‌جمهور هند                                                       |
| دانشگاه علوم پزشکی سانجی گاندی، دانشگاه‌های هند             | سانجی گاندی                              | پسر ایندیرا گاندی                                                         |
| دانشکده ویلیام و ماری، ویرجینیا، دانشگاه‌های آمریکا         | ویلیام سوم، ماری دوم                     | تأسیس در ۱۶۹۳                                                             |
| دانشگاه زاید، دبی، دانشگاه‌های امارات                       | شیخ زاید بن سلطان آل نهیان               | اولین رئیس‌جمهور امارات                                                    |

## نامگذاری براساس شخصیت‌های برجسته تاریخی

### شخصیت‌های مذهبی
| دانشگاه                                                       | نام شخصی که نام دانشگاه از روی او اقتباس شده | توضیح                                                   |
| ------------------------------------------------------------- | -------------------------------------------- | ------------------------------------------------------- |
| دانشگاه آکوری ناگارجونا، پارادش، دانشگاه‌های هند               | ناگارجونا                                    | مؤسس فرقه ماهایانا بودایی                               |
| دانشکده آلبرتوس مگنوس، سینسینتی، دانشگاه‌های آمریکا            | آلبرتوس مگنوس                                | یکی از کاتولیک‌های قرون وسطای روم، فیلسوف و حکیم         |
| دانشکده آلبرایت، پنسلوانیا، دانشگاه‌های آمریکا                 | جاکوب آلبرایت                                | مؤسس یکی از اجتماعات پروتسان‌ها در آمریکا                |
| دانشگاه آلن، کارولینای جنوبی، دانشگاه‌های آمریکا               | ریچارد آلن                                   | بنیان‌گذار کلیسای مسیحی آریفایی تبارها                   |
| دانشکده آکویناس                                               | توماس آکویناس                                | عارف کاتولیک قرون وسطی روم                              |
| دانشگاه علوم سلامت باب فرید، پنجاب، دانشگاه‌های هند            | بابا فرید الدین گنج شاکر                     | صوفی پنجابی و شاعر قرن دوازده                           |
| دانشگاه باریلن، دانشگاه‌های اسرائیل                            | میر باریلن                                   | رهبر جنیش صهیونیسم                                      |
| دانشکده بارتون، کارولینای شمالی، دانشگاه‌های آمریکا            | بارتون دابیلو استون                          | دانشگاه کاتولیکی در سال ۱۹۹۰ به افتخار او تغییر نام داد |
| دانشگاه بلارمین، کنتاکی، دانشگاه‌های آمریکا                    | رابرت بلارمین                                |                                                         |
| دانشکده کالوین، میشی گان، دانشگاه‌های آمریکا                   | جان کالوین                                   | توشیح‌کننده اصلاحات پروتستان                             |
| دانشکده کانیزیوس، نیویورک، دانشگاه‌های آمریکا                  | پتروس کانیزیوس                               |                                                         |
| دانشگاه د پائول، الینویز، دانشگاه‌های آمریکا                   | وینسنت د پائول                               |                                                         |
| دانشگاه جورج فاکس، اورگان، دانشگاه‌های آمریکا                  | جورس فاکس                                    | مؤسس فرقه کویکر                                         |
| دانشگاه گانزاگ، واشینگتن، دانشگاه‌های آمریکا                   | آلیزوییس گانزاگ                              |                                                         |
| دانشگاه گورو قاسیداس، دانشگاه‌های هند                          | گورو قاسیداس                                 |                                                         |
| دانشگاه علوم فنی گورو جامب هش وار، دانشگاه‌های هند             | گورو جامب هش وار                             | The University                                          |
| دانشگاه گورو گوربیند سینگ ایندرا پراسدا، دهلی، دانشگاه‌های هند | گورو گوربیند سینگ ایندرا پراسدا              | Guru Gobind Singh Indraprastha University website       |
| دانشگاه گورو ناناک دوو، پنجاب، دانشگاه‌های هند                 | گورو ناناک دوو                               | مؤسس فرقه سیکیسم                                        |
| دانشکده هات فیلد، دورهام، دانشگاه‌های انگلیس                   | توماس هات فیلد                               |                                                         |
| دانشگاه جان کرول، اوهایو، دانشگاه‌های آمریکا                   | جان کرول                                     | تغییر تام در سال ۱۹۲۳ – اولین اسقف اعظم آمریکا          |
| دانشگاه لاسال، پنسیلوانیا، دانشگاه‌های آمریکا                  | جین باپتیست د لا سال                         |                                                         |
| دانشکده لموین، نیویورک، دانشگاه‌های آمریکا                     | سیمون لموین                                  |                                                         |
| دانشکده لیونل گرولکس، کوبک، دانشگاه‌های کانادا                 | لیونل گرولکس کانون                           |                                                         |
| دانشگاه لویولا ماریمونت، کالیفورنیا، دانشگاه‌های آمریکا        | ایگناتوس آف لویولا                           | مؤسس جامعه مسیحیان                                      |
| دانشگاه لویولا شیکاگو، الینویز، دانشگاه‌های آمریکا             | ایگناتوس آف لایولا                           | مؤسس فرقه عیسویون                                       |
| دانشکده لوتر، آیووا، دانشگاه‌های آمریکا                        | مارتین لوتر                                  | رهبر جنیش اصلاحات پروتستانی و لوتریانیسم                |
| دانشگاه سژپ ماری ویکتورین، کوبک، دانشگاه‌های کانادا            | برادر ماری ویکتورین                          |                                                         |
| دانشگاه مارتین لوتر، ویتنبرگ، دانشگاه‌های آلمان                | مارتین لوتر                                  |                                                         |
| دانشگاه مامویاما جاکونی، اوزاکا، دانشگاه‌های ژاپن              | سن آندره                                     |                                                         |
| دانشکده آترباین، اوهایو، دانشگاه‌های آمریکا                    | فیلیپ ویلیام آترباین                         |                                                         |
| دانشگاه ردبود، دانشگاه‌های هلند                                | سن ردبود                                     |                                                         |
| دانشگاه سن آندرس، بوینوس آیرس، دانشگاه‌های آرژانتین            | سن آندرو                                     |                                                         |
| دانشکده سن ایدنز، دورهام، دانشگاه‌های انگلیس                   | ایدنز                                        |                                                         |
| دانشگاه سن آندرو، دانشگاه‌های اسکاتلند                         | سن آندرو                                     |                                                         |
| دانشگاه سن آن، نوااسکوتیا، دانشگاه‌های کانادا                  | سن آن                                        | مادر مریم مقدس                                          |
| دانشکده سن چاد، دورهام، دانشگاه‌های انگلیس                     | سن چاد                                       |                                                         |
| دانشگاه سن فرانسیس خاویر، نووا اسکوتیا، دانشگاه‌های کانادا     | فرانسیس خاویر                                |                                                         |
| دانشگاه سن هیلد و سن بد، دورهام، دانشگاه‌های انگلیس            | سن هیلد                                      | اولین تاریخدان انگلیسی                                  |
| دانشکده سن جانز، دورهام، دانشگاه‌های انگلیس                    | سن جان                                       |                                                         |
| دانشکده سن ماری، دورهام، دانشگاه‌های انگلیس                    | سن ماری                                      | مادر مسیح                                               |
| دانشکده سن میشل، ورموند، دانشگاه‌های آمریکا                    | سن میشل                                      |                                                         |
| دانشگاه فنی مهندسی شری گورو گوبیند سینگ جی، دانشگاه‌های هند    | گورو گوبیند سینگ                             |                                                         |
| دانشگاه سانسکریت سری شانکاراچریا، دانشگاه‌های هند              | آدی شانکارا                                  | فیلسوف هندی                                             |
| دانشگاه سن توماس آکویناس، رم، توماس آکویناس                   |                                              |                                                         |
| دانشکده علوم انسانی توماس مور، نیوهمپشایر، دانشگاه‌های آمریکا  | توماس مور                                    |                                                         |
| دانشگاه واسیلیان، کنتاکی، دانشگاه‌های آمریکا                   | جان واسیلیان                                 |                                                         |
| دانشکده ویلیام کری، می‌سی سی پی، دانشگاه‌های آمریکا             | ویلیام کری                                   |                                                         |
| دانشگاه خاویر، اوهایو، دانشگاه‌های آمریکا                      | سن فرانسیسکو خاویر                           |                                                         |

### دیگر شخصیت‌های تاریخی
| دانشگاه                                                           | نام شخصی که نام مؤسسه از روی او اقتباس شده | توضیحات                                                                                    |
| ----------------------------------------------------------------- | ------------------------------------------ | ------------------------------------------------------------------------------------------ |
| دانشگاه کشاوزی آکریا ان جی رانگا، پارادش، دانشگاه‌های هند          | آکریا ان جی رانگا                          | آزادی خواه هندی                                                                            |
| دانشگاه آدام میکیویز، دانشگاه‌های لهستان                           | آدام میکیویز                               | شاعر لهستانی                                                                               |
| دانشگاه رازی، کرمانشاه، دانشگاه‌های ایران                          | زکریای رازی                                | دانشمند                                                                                    |
| دانشگاه علامه طباطبایی، تهران، دانشگاه‌های ایران                   | علامه طباطبایی                             | روحانی                                                                                     |
| دانشگاه امیرکبیر، تهران، دانشگاه‌های ایران                         | امیرکبیر                                   | وزیر دوره قاجاریه                                                                          |
| دانشگاه بین‌المللی امام خمینی، قزوین، دانشگاه‌های ایران             | آیت الله خمینی                             | رهبر انقلاب ایران ۱۸۹۹–۱۹۸۹                                                                |
| دانشگاه اندروز جکسون، آلاباما، دانشگاه‌های آمریکا                  | اندروز جکسون                               | رئیس‌جمهوری آمریکا                                                                          |
| دانشگاه اندروز، مییشیگان، دانشگاه‌های آمریکا                       | جان نوینز اندروز                           | اولین مسیحی که به صورت رسمی از تبلیغ مذهبی خارج از مرزها حمایت مالی کرد                    |
| دانشگاه هنر آنتون بروکنر، لینز، دانشگاه‌های اتریش                  | آنتون بروکنر                               | آهنگ ساز اتریشی                                                                            |
| دانشگاه ارسطو، دانشگاه‌های یونان                                   | ارسطو                                      | فیلسوف یونانی                                                                              |
| دانشگاه آرتورو پرات، دانشگاه‌های شیلی                              | آرتورو پرات                                | قهرمان جنگی شیلیایی                                                                        |
| دانشکده آستین، تگزاس، دانشگاه‌های آمریکا                           | استفان اف آستین                            | قهرمان تگزاس                                                                               |
| دانشگاه باباصاحب بهیمرائو آمبدکار، دانشگاه‌های هند                 | بهیمراو رامجی آمبدکار                      | حقوق دان، سیاست‌مدار و محقق هندی                                                            |
| دانشگاه برکت الله، بهامپا، دانشگاه‌های هند                         | مولانا برکت الله بهامپالی                  | آزادی‌خواه هندی                                                                             |
| دانشگاه بهاراسیار، تامیل، دانشگاه‌های هند                          | سابرامانیا بهاراسیار                       | شاعر تامیلی                                                                                |
| دانشگاه بهاراسیداسان، تامیل، دانشگاه‌های هند                       | بهاراسیداسان                               | شاعر و نویسنده تامیلی                                                                      |
| دانشکده بیدهان چاندرا، بنگال غربی، دانشگاه‌های هند                 | بیدهان چاندرا                              | دومین نخست وزیر بنگال                                                                      |
| دانشگاه بیدهان چاندرا کریشی ویسوا، بنگال غربی، دانشگاه‌های هند     | بدهان چاندرا                               |                                                                                            |
| دانشگاه کشاورزی بیرسا، دانشگاه‌های هند                             | بیرسا موندا                                | رهبر جنبش آزادی هند در قرن ۱۹                                                              |
| دانشگاه براندیس، ماساچوست، دانشگاه‌های آمریکا                      | لویس براندیس                               | اولین حقوقدان یهودی دادگاه عالی آمریکا                                                     |
| دانشگاه براک، اونتاریو، دانشگاه‌های کانادا                         | آیزاک براک                                 |                                                                                            |
| دانشگاه برونل، دانشگاه‌های انگلیس                                  | ایزامبارد کینگدوم برونل                    |                                                                                            |
| دانشکده برایان، تنسی، دانشگاه‌های آمریکا                           | ویلیام جنینگ برایان                        |                                                                                            |
| دانشگاه اودنبرگ، دانشگاه‌های آلمان                                 | کارل وان اوسیتزیک                          | برنده جایزه نوبل صلح در سال ۱۹۳۵                                                           |
| دانشگاه کارلوس سوم، مادرید، دانشگاه‌های اسپانیا                    | چالرلز سوم                                 | شاه اسپانیا بین سال‌های ۱۷۵۹تا ۱۷۸۸                                                         |
| دانشگاه کیتانو هردیا، لیما، دانشگاه‌های پرو                        | کیتانو هردیا                               | فیزیکدان پرویی قرن ۱۹                                                                      |
| دانشکده منطقه‌ای شامپلین، کوبک، دانشگاه‌های کانادا                  | ساموئل د شامپلین                           | اولین فرماندار فرانسه جدید کسی که کوبک را کشف کرد                                          |
| دانشگاه کشاورزی چاندرا شخار آزاد، پارادش، دانشگاه‌های هند          | چاندرا شخار آزاد                           | انقلابی هندی                                                                               |
| دانشگاه چارلز داروین، دانشگاه‌های استرالیا                         | چارلز داروین                               | طبیعت‌شناس انگلیسی که برای اولین بار نظریه تکامل و انتخاب طبیعی را ارائه داد                |
| دانشگاه چارلز استورت، دانشگاه‌های استرالیا                         | چارلز استورت                               | کاشف استرالیا                                                                              |
| دانشگاه کشاورزی چادهاری چاران سینگ هریانا، دانشگاه‌های هند         | چادرهاری چاران هریانا                      |                                                                                            |
| دانشگاه چادهاری چاران سینگ، پارادش، دانشگاه‌های هند                | چادهاری چاران سینگ                         |                                                                                            |
| دانشگاه چهاتراپاتی شاهو جی ماهاراجا، دانشگاه‌های هند               | چهاترایاتی شاهو جی ماهاراجا                |                                                                                            |
| دانشگاه کریستوفر نیوپورت، ویرجینیا، دانشگاه‌های آمریکا             | کریستوفر نیوپورت                           |                                                                                            |
| دانشگاه کلارک آتلانتا، جورجیا، دانشگاه‌های آمریکا                  | دیویس وسگیت کلارک                          |                                                                                            |
| دانشگاه کلود برنارد، لیون، دانشگاه‌های فرانسه                      | کلود برنارد                                | روانشناس فرانسوی                                                                           |
| دانشگاه فنی کورتین، استرالیای غربی، دانشگاه‌های استرالیا           | جان کورتین                                 | نخست وزیر استرالیا                                                                         |
| دانشکده دانیل وبستر، نیوهمپشایر، دانشگاه‌های آمریکا                | دانیل وبستر                                | سیاست‌مدار آمریکایی قرن ۱۹                                                                  |
| دانشکده دیویدسون، کارولینای شمالی، دانشگاه‌های آمریکا              | ویلیام لی دیویدسون                         | انقلابی آمریکایی                                                                           |
| دانشگاه مونت فورت، دانشگاه‌های انگلیس                              | سیمون د مونت فورت                          |                                                                                            |
| دانشگاه دیکین، ویکتوریا، دانشگاه‌های استرالیا                      | آلفرد دیکین                                | دومین نخست وزیر استرالیا                                                                   |
| دانشگاه دوی آهیلیا، دانشگاه‌های هند                                | آهیلیا بای هولکار                          |                                                                                            |
| دانشگاه باباصاحب آمبدکار ماراسوادا، دانشگاه‌های هند                | باباصاحب آمبدکار ماراسوادا                 | بایگانی‌شده در ۱۴ سپتامبر ۲۰۰۷ توسط Wayback Machine                                         |
| دانشگاه آمبدکار، حیدرآباد، دانشگاه‌های هند                         | بهیمرائو رامجا آمبدکار                     |                                                                                            |
| دانشگاه آمبدکار، اگرا، دانشگاه‌های هند                             | بهیمرائو رامجا آمبدکار                     |                                                                                            |
| دانشگاه ادیث کوئن، دانشگاه‌های استرالیا                            | ادبث کوئن                                  | اولین زن نماینده در استرالیا                                                               |
| دانشگاه اموری، جورجیا، دانشگاه‌های آمریکا                          | جان اموری                                  |                                                                                            |
| دانشکده اموری و هنری، ویرجینیا، دانشگاه‌های آمریکا                 | جان اموری و پاتریک هنری                    |                                                                                            |
| دانشگاه راسموس، نوتردام، دانشگاه‌های هلند                          | دسیدریوس راسموس                            | انسان دوست و عارف ۱۵۳۶ هلندی                                                               |
| دانشگاه فیسک، تنسی، دانشگاه‌های آمریکا                             | کلیمتون بی فیسک                            |                                                                                            |
| دانشگاه فرانسیس ماریون، کارولینای جنوبی، دانشگاه‌های آمریکا        | فرانسیس ماریون                             | انقلابی آمریکایی و قهرمان جنگی که به روباه مرداب معروف بوده                                |
| دانشگاه فرانسیسکو ماراکوئین، دانشگاه‌های گواتمالا                  | فرانسیسکو ماراکوئین                        |                                                                                            |
| دانشکده فرانکلین و مارشال، پنسیلوانیا، دانشگاه‌های آمریکا          | بنیامین فرانکلین و جان مارشال              | پدران آمریکا                                                                               |
| دانشکده فرانکلین، دانشگاه‌های سوئیس                                | بنجامین فرانکلین                           |                                                                                            |
| دانشکده فرانکلین پیرس، نیوهمپشایر، دانشگاه‌های آمریکا              | فرانکلین پیرس                              | رئیس‌جمهور آمریکا                                                                           |
| دانشکده حقوق فرانکلین پیرس، نیوهمپشایر، دانشگاه‌های آمریکا         | فرانکلین پیرس                              |                                                                                            |
| دانشگاه فریدریش شیلر، دانشگاه‌های آلمان                            | فریدریش شیلر                               | نویسنده آلمانی                                                                             |
| دانشگاه گادجا مادا، دانشگاه‌های اندونزی                            | گادجا مادا                                 | رهبر نظامی معروف و نخست وزیر اندونزی                                                       |
| دانشگاه جورج میسون، ویرجینیا، دانشگاه‌های آمریکا                   | جورج میسون                                 | سیاست‌مدار و نویسنده قانون ویرجینیا                                                         |
| دانشگاه جورج واشینگتن، دانشگاه‌های آمریکا                          | جورج واشینگتن                              |                                                                                            |
| دانشکده گوردون، جورجیا، دانشگاه‌های آمریکا                         | ژنرال جان گوردون                           | فرماندار و یکی از رهبران جنگ‌های داخلی آمریکا                                               |
| دانشگاه کشاورزی گاویند بالابه پانت، دانشگاه‌های هند                | گاویند بالابه پانت                         | آزادی‌خواه هندی                                                                             |
| دانشکده گری، دانشگاه‌های انگلیس                                    | چارلز گری                                  | نخست وزیر انگلیس                                                                           |
| دانشگاه گریفیت، کوینزلند، دانشگاه‌های استرالیا                     | ساموئل گریفیت                              |                                                                                            |
| دانشکده گستاووس ادولفوس، مینه سوتا، دانشگاه‌های آمریکا             | گستاووس آدولفوس                            | شاه سوئد                                                                                   |
| دانشکده هامپدن سیدنی، ویرجینیا، دانشگاه‌های آمریکا                 | جان هامپدن و آلجرنان سیدنی                 |                                                                                            |
| دانشگاه هاینریش هاینر، دانشگاه‌های آلمان                           | هاینریش هاینر                              | نویسنده و شاعر آلمانی زبان                                                                 |
| دانشگاه هموات ناندان باهوگونا، دانشگاه‌های هند                     | هموات ناندان باهوگونا                      |                                                                                            |
| دانشگاه هریوت وات، ادینبورگ، دانشگاه‌های اسکاتلند                  | جورج هریوت، جیمز وات                       |                                                                                            |
| دانشگاه هاوارد، واشینگتن، دانشگاه‌های آمریکا                       | اولیور هاوارد                              |                                                                                            |
| دانشکده هانتینگدون، آلاباما، دانشگاه‌های آمریکا                    | سلینا هاستینگ                              | رهبر مذهبی انگلیس در قرن ۱۸                                                                |
| دانشگاه کشاورزی ایندیرا گاندی، دانشگاه‌های هند                     | ایندیرا گاندی                              | نخست وزیر هند                                                                              |
| مؤسسه تحقیقاتی ایندیرا گاندی، بمبئی، دانشگاه‌های هند               | ایندیرا گاندی                              |                                                                                            |
| دانشگاه مجازی ایندیرا گاندی، دهلی، دانشگاه‌های هند                 | ایندیرا گاندی                              |                                                                                            |
| دانشگاه ملی ایوان فرانکو دانشگاه‌های اوکراین                       | ایوان فرانکو                               | فعال سیاسی و نویسنده اوکراینی                                                              |
| دانشگاه جی پاراکش، دانشگاه‌های هند                                 | جی پراکش                                   | آزادی خواهان و فعالین سیاسی هند بایگانی‌شده در ۱۷ اوت ۲۰۰۹ توسط Wayback Machine             |
| دانشگاه جیمز مدیسون، ویرجینیا، دانشگاه‌های آمریکا                  | جیمز مدیسون                                | رئیس‌جمهور آمریکا                                                                           |
| دانشگاه فنی جواهر لعل نهرو، دانشگاه‌های هند                        | جواهر لعل نهرو                             | اولین نخست وزیر هند                                                                        |
| دانشگاه جواهر لعل نهرو، دهلی، دانشگاه‌های هند                      | جواهرلال نهرو                              |                                                                                            |
| دانشگاه جیمز کوک، کوینزلند، دانشگاه‌های استرالیا                   | جیمز کوک                                   | دریانورد و کاشف انگلیسی                                                                    |
| دانشگاه جیواجی، دانشگاه‌های هند                                    | جیواجی                                     | آخرین مهاراجای سیندیایی                                                                    |
| دانشگاه یوهان ولف گانگ گوته، دانشگاه‌های آلمان                     | گوته                                       | شاعر و نویسنده پر آوازه آلمانی                                                             |
| دانشگاه یوهان گواتنبرگ، دانشگاه‌های آلمان                          | یوهان گوتنبرگ                              | مخترع دستگاه چاپ                                                                           |
| دانشگاه یوهان کپلر، دانشگاه‌های اتریش                              | یوهان کپلر                                 | ستاره‌شناس آلمانی                                                                           |
| دانشکده جان ابوت، دانشگاه‌های کانادا                               | سر جان ابوت                                | سومین نخست وزیر کانادا                                                                     |
| دانشگاه جان کبوت، دانشگاه‌های ایتالیا                              | جان کبوت                                   | کاشف ایتالیایی                                                                             |
| دانشکده جوزفین باتلر، دانشگاه‌های انگلیس                           | جوزفین باتلر                               | فمینیست عصر ویکتوریا                                                                       |
| دانشکده جادسون، دانشگاه‌های آمریکا                                 | آنا هسلتین جادسون                          | اولین مبلغ مسیحی خارج از آمریکا                                                            |
| دانشکده جادسون، الینویز، دانشگاه‌های آمریکا                        | آدونیرام جادسون                            | اولین مبلغ مسیحی خارج از آمریکا                                                            |
| دانشکده کندی کینگ، الینویز، دانشگاه‌های آمریکا                     | جان اف. کندی و مارتین لوتر کینگ            | رئیس‌جمهور آمریکا و آزادی‌خواه آمریکایی                                                      |
| دانشگاه شاه عبدالعزیز، جده، دانشگاه‌های عربستان                    | سعود بن عبدالعزیز                          |                                                                                            |
| دانشگاه صنعتی خواجه نصیرالدین طوسی، تهران، دانشگاه‌های ایران       | خواجه نصیر طوسی                            |                                                                                            |
| دانشگاه کیوو شوچنکو، کیوو، دانشگاه‌های اوکراین                     | تاراس شوچنکو                               | نویسنده، انسان دوست اوکراینی                                                               |
| دانشگاه لا تراب، دانشگاه‌های استرالیا                              | چارلز لاتروب                               | اولین فرماندار ویکتوریا                                                                    |
| دانشکده لافایت، پنسیلوانیا، دانشگاه‌های آمریکا                     | لافایت                                     |                                                                                            |
| دانشگاه لالیت نارایان میتیلا، دانشگاه‌های هند                      | لاتیت نارایان میشرا                        |                                                                                            |
| دانشگاه لامار، تگزاس دانشگاه‌های آمریکا                            | میرابو لامار                               | دومین رئیس‌جمهور تگزاس                                                                      |
| دانشگاه لامبوف، تنسی، دانشگاه‌های آمریکا                           | والتر لمبوف                                |                                                                                            |
| دانشکده لهمان، نیویورک، دانشگاه‌های آمریکا                         | هربرت لهمان                                | فرماندار نیویورک                                                                           |
| دانشگاه یادبود لینکلن، تنسی، دانشگاه‌های آمریکا                    | آبراهام لینکلن                             |                                                                                            |
| دانشگاه لینکلن کالیفورنیا، دانشگاه‌های آمریکا                      | آبراهام لینکلن                             |                                                                                            |
| دانشگاه لینکلن پنسیلوانیا، دانشگاه‌های آمریکا                      | آبراهام لینکلن                             |                                                                                            |
| دانشگاه جان مورس، لیورپول، دانشگاه‌های انگلیس                      | جان مورس                                   |                                                                                            |
| دانشگاه مک کوئری، سیدنی، دانشگاه‌های استرالیا                      | مک کوئری                                   |                                                                                            |
| دانشگاه مادورای کاماراج، دانشگاه‌های هند                           | کاماراج                                    | سیاست‌مدار و فرماندار تامیل                                                                 |
| دانشگاه مهاریشی داناند، دانشگاه‌های هند                            | داناند                                     |                                                                                            |
| دانشگاه بین‌المللی ماهاتما گاندی، دانشگاه‌های هند                   | گاندی                                      |                                                                                            |
| دانشگاه ماهاتما گاندی، کراله، دانشگاه‌های هند                      | گاندی                                      |                                                                                            |
| دانشگاه بین‌المللی روزنامه‌نگاری ماخانلال چاتورودی دانشگاه‌های هند   | ماخان لال چاتورودی                         | آزادی‌خواه، روزنامه نگار و شاعر هندی                                                        |
| دانشکده مالکوس ایکس دانشگاه‌های آمریکا                             | مالکوم ایکس                                | ملی‌گرای سیاه پوست و رهبر جنبش جامعه اسلام در آمریکا                                        |
| دانشگاه ماری کوری، دانشگاه‌های لهستان                              | ماری شلودوسکا کوری                         |                                                                                            |
| دانشگاه ماریانو گالوز، دانشگاه‌های گواتمالا                        | ماریانو گالوز                              | رهبر سیاسی گواتمالا                                                                        |
| دانشگاه مارکیت، ویسکانسی، دانشگاه‌های آمریکا                       | جاسکو مارکیت                               |                                                                                            |
| دانشگاه مارشال، ویرجینیای غربی، دانشگاه‌های آمریکا                 | جان مارشال                                 | قاضی ارشد ایالات متحده بین سال‌های ۱۸۰۱ تا ۱۸۳۵                                             |
| دانشگاه ماری واشینگتن، ویرجینیا، دانشگاه‌های آمریکا                | ماری بال واشینگتن                          |                                                                                            |
| دانشگاه مسی، دانشگاه‌های نیوزیلند                                  | ویلیام مسی                                 | خست وزیر پیشین نیوزیلند                                                                    |
| دانشگاه ملی اردو مولانا ابولکلام آزاد، حیدرآباد، دانشگاه‌های هند   | ابوالکلام آزاد                             | مسلمان هندی و رهبر جنبش مستقل هندیان                                                       |
| دانشگاه میگوئل هرناندز، دانشگاه‌های اسپانیا                        | میگوئل هرناندز                             | شاعر اسپانیایی                                                                             |
| دانشگاه موهان لال سوکهادیا، دانشگاه‌های هند                        | موهان لال سوکهادیا                         | طراح مدرن هندی                                                                             |
| دانشگاه موناش، دانشگاه‌های استرالیا                                | ژنرال جان موناش                            | رهبر نیروهای نظامی استرالیا در جنگ جهانی اول                                               |
| دانشگاه مادر ترزا، دانشگاه‌های هند                                 | مادر ترزا                                  | راهبه خیرخواه کاتولیک رومی                                                                 |
| دانشگاه مورداک، دانشگاه‌های استرالیا                               | ویلیام مورداک                              | تحصیل کرده و مقاله‌نویس استرالیایی                                                          |
| دانشگاه ناپیر، دانشگاه‌های اسکاتلند                                | جان ناپیر                                  | ریاضی‌دان مشهور اسکاتلندی                                                                   |
| دانشگاه نارسون، دانشگاه‌های تایلند                                 | شاه نارسون                                 | شاه سیام یا تایلند از ۱۵۹۰ تا ۱۶۰۵                                                         |
| دانشگاه ملی چنگ کونگ، تایوان، دانشگاه‌های چین                      | چنگ چنگ کونگ                               | رهبر نظامی اواخر دوره مینگ در چین                                                          |
| دانشگاه ملی چانگ چنگ، تایوان، دانشگاه‌های چین                      | چیانگ کای شک                               |                                                                                            |
| دانشگاه ملی آتن، دانشگاه‌های یونان                                 | جان کاپودیس تریا                           |                                                                                            |
| دانشگاه نلسون ماندلا، دانشگاه‌های جنوب آفریقا                      | نلسون ماندلا                               |                                                                                            |
| دانشگاه نیومن، کانزاس، دانشگاه‌های آمریکا                          | کاردینال جان هنری نیومن                    |                                                                                            |
| دانشگاه مجازی نتاجی سابهاس، بنگال، دانشگاه‌های هند                 | سابهاس چاندرا باس                          | یکی از رهبران جنبش هندوهای استقلال طلب                                                     |
| دانشگاه نیکلاس کوپرنیک، دانشگاه‌های لهستان                         | کوپرنیک                                    | ستاره‌شناس و منجم لهستانی                                                                   |
| دانشگاه نامدی آزیکیو، دانشگاه‌های نیجریه                           | نامدی آزیکیو                               | اولین رئیس‌جمهور نیجریه                                                                     |
| دانشکده ابرلین، اوهایو، دانشگاه‌های آمریکا                         | جین فردریک ابرلین                          | جان فردریک ابرلین                                                                          |
| دانشگاه اوگلاتروپ، جورجیا، دانشگاه‌های آمریکا                      | جیمز اوگلاتروپ                             | انگلیسی مؤسس مستعمره جورجیا جیمز اوگلاتروپ بایگانی‌شده در ۱ فوریه ۲۰۱۳ توسط Wayback Machine |
| دانشگاه اوتا وان گوریک، دانشگاه‌های آلمان                          | اوتا وان گوریک                             | فیزیک‌دان آلمانی فرن ۱۷                                                                     |
| دانشگاه رنه دسکارتس پاریس، دانشگاه‌های فرانسه                      | دسکارتس                                    | فیلسوف، ریاضیدان، دانشمند و نویسنده فرانسوی                                                |
| دانشگاه پیر و ماری کوری پاریس، دانشگاه‌های فرانسه                  | پیر کوری و ماری کوری                       | فیزیک دانان کاشف رادیو اکتیو                                                               |
| دانشگاه دنیس دیدروت پاریس، دانشگاه‌های فرانسه                      | دنیس دیدروت                                | فیلسوف فرانسوی                                                                             |
| دانشگاه پریار، دانشگاه‌های هند                                     | پریار راماسامی                             | مصلح اجتماعی هندی                                                                          |
| دانشگاه پرنس سونگ خلأ، دانشگاه‌های تایلند                          | ماهیدل آدولیادج                            |                                                                                            |
| دانشگاه قائد اعظم، اسلام‌آباد، دانشگاه‌های پاکستان                  | محمد علی جناح                              |                                                                                            |
| دانشگاه ملکه مارگارت، ادینبورگ، دانشگاه‌های اسکاتلند               | سن مارگارت                                 | ملکه اسکاتلند که در سال ۱۰۳۶ فوت کرد                                                       |
| دانشگاه رابیندرا بهاراتی، بنگال، دانشگاه‌های هند                   | رابیندرانات تاگور                          | فیلسوف و شاعر بنگالی                                                                       |
| دانشکده مهندسی راجا رشی شاهو، پونه، دانشگاه‌های هند                | راجا رشی شاهو                              | مهاراجای هندی بین سال‌های ۱۸۸۴ تا ۱۹۲۲                                                      |
| دانشگاه راجیت گاندی، دانشگاه‌های هند                               | راجیت گاندی                                |                                                                                            |
| دانشکده راندولف مکون، ویرجینیا، دانشگاه‌های آمریکا                 | ناتاناییل مکون و جان راندولف               |                                                                                            |
| دانشکده راندولف، ویرجینیا، دانشگاه‌های آمریکا                      | جان رادولف                                 |                                                                                            |
| دانشگاه رانی دارگاواتی، دانشگاه‌های هند                            | رانی دارگاواتی                             |                                                                                            |
| دانشکده رابرت موریس، الینویز، دانشگاه‌های آمریکا                   | رابرت موریس                                | تاجری که به تأمین‌کننده مالی انقلاب آمریکا معروف بود.                                       |
| دانشگاه رابرت موریس، پنسیلوانیا، دانشگاه‌های آمریکا                | رابرت موریس                                |                                                                                            |
| دانشگاه راجر ویلیامز، جزایر رود، دانشگاه‌های آمریکا                | راجر ویلیامز                               |                                                                                            |
| دانشگاه روزولت، الینویز، دانشگاه‌های آمریکا                        | فرانکلین روزولت و الینور روزولت            |                                                                                            |
| دانشگاه علوم پزشکی روزالیند فرانکلین، الینویز، دانشگاه‌های آمریکا  | روزالیند فرانکلین                          |                                                                                            |
| دانشگاه روویر ویرجیل، تاراگونا، دانشگاه‌های اسپانیا                | آنتونی روویر ویرجیل                        | سیاست‌مدار و روزنامه‌نگار و نماینده منطقه کاتالونیا                                          |
| دانشگاه ریرسون، تورنتو، دانشگاه‌های کانادا                         | اگرتون ریرسون                              | محقق، سیاست‌مدار قرن نوزده                                                                  |
| دانشگاه سم هاستون، تگزاس، دانشگاه‌های آمریکا                       | سم هوستون                                  |                                                                                            |
| دانشگاه سردار پاتل، گجرات، دانشگاه‌های هند                         | والا بهبهای پاتل                           |                                                                                            |
| دانشگاه بین‌المللی شیلر، دانشگاه‌های آمریکا                         | فردریش شیلر                                |                                                                                            |
| دانشگاه شهید بهشتی، تهران، دانشگاه‌های ایران                       | محمد حسین بهشتی                            |                                                                                            |
| دانشگاه شهید چمران، اهواز، دانشگاه‌های ایران                       | مصطفی چمران                                |                                                                                            |
| دانشگاه کشاورزی کشمیر، کشمیر، دانشگاه‌های هند                      | شیخ محمد عبدالله                           | رهبر کشمیری که به نام شعر کشمیری معروف بوده                                                |
| دانشگاه شیواجی، مهاراشتی، دانشگاه‌های هند                          | شیواجی                                     | مؤسس سلسله ماراتا (بمبئی)                                                                  |
| دانشگاه سیمون فریزر، دانشگاه‌های کانادا                            | سیمون فریزر                                |                                                                                            |
| دانشگاه سیمون بولیوار، کاراکاس، دانشگاه‌های ونزوئلا                | سیمون بولیوار                              | رهبر بسیاری از جنیش‌های آزادی بخش آمریکای جنوبی                                             |
| دانشگاه سری کریشنا دوارایا، دانشگاه‌های هند                        | کریشنا دوارایا                             |                                                                                            |
| دانشگاه استفان آستین، تگزاس، دانشگاه‌های آمریکا                    | استفان آستین                               | قهرمان تگزاسی                                                                              |
| دانشگاه فنی سوراناری، دانشگاه‌های تایلند                           | تائو سوراناری                              |                                                                                            |
| دانشگاه سوامی راماناند تیرث ماراسوادا، دانشگاه‌های هند             | راماناند تیرث                              | محقق و فعال اجتماعی هندی در جریان آزادسازی حیدر آباد                                       |
| دانشگاه حقوق آمبدکار، تامیل، دانشگاه‌های هند                       | آمبدکار                                    |                                                                                            |
| دانشگاه پزشکی ام جی آر، تامیل، دانشگاه‌های هند                     | ام جی راماچاندرا                           |                                                                                            |
| دانشگاه ایالتی ترومن، میسوری، دانشگاه‌های آمریکا                   | هری ترومن                                  | رئیس‌جمهور آمریکا                                                                           |
| دانشگاه مجازی اوتار پارادش راجارشی تاندون، پارادش، دانشگاه‌های هند | راجارشی تاندون                             | مبارز هندی                                                                                 |
| دانشکده واشینگتن و جفرسون، پنسیلوانیا، دانشگاه‌های آمریکا          | جرج واشینگتن، توماس جفرسون                 |                                                                                            |
| دانشگاه واشینگتن و لی، ویرجینیا، دانشگاه‌های آمریکا                | رابرت لی، جرج واشینگتن                     |                                                                                            |
| دانشگاه واشینگتن در سنت لوییس میسوری، دانشگاه‌های آمریکا           | جرج واشینگتن                               |                                                                                            |
| دانشکده ویتمن، واشینگتن، دانشگاه‌های آمریکا                        | مارکوس ویتمن                               |                                                                                            |
| دانشکده ویتیر، کالیفرنیا، دانشگاه‌های آمریکا                       | جان گرینلیف ویتیر                          | شاعر آمریکایی                                                                              |
| دانشگاه ویلفرد لاریر، اونتاریو، دانشگاه‌های کانادا                 | ویلفرد لاریر                               |                                                                                            |
| دانشگاه ویلکز، پنسیلوانیا، دانشگاه‌های آمریکا                      | جان ویلکز                                  |                                                                                            |
| دانشگاه ویلیام پترسون، نیوجرسی، دانشگاه‌های آمریکا                 | ویلیام پترسن                               |                                                                                            |
| دانشگاه مجازی یاشوانترو چاوان ماهاراشترا، دانشگاه‌های هند          | یاشوانترا چاوان                            |                                                                                            |
| دانشکده واسیلیوس، بروکسل، دانشگاه‌های بلژیک                        | آندره واسیلیوس                             | فیزیک‌دان مبدع آناتومی مدرن برای انسان                                                      |
| دانشگاه ویدیا ساگر، بنگال، دانشگاه‌های هند                         | ایشوار چاندرا ویدیا ساگر                   |                                                                                            |
| دانشکده ایالتی والترز، تنسی، دانشگاه‌های آمریکا                    | هربرتز والترز                              |                                                                                            |
| دانشگاه علوم فنی والتر سیسولو، دانشگاه‌های آفریقای جنوبی           | والتر سیسولو                               | سیاست‌مدار و فعال سیاسی ضد آپارتاید                                                         |
| دانشگاه ایالتی وین، میشی گان، دانشگاه‌های آمریکا                   | آنتونی وین                                 | مبارز انقلابی آمریکایی                                                                     |